# Emeraldas
 (février 2022).
Si vous disposez d'ouvrages ou d'articles de référence ou si vous connaissez des sites web de qualité traitant du thème abordé ici, merci de compléter l'article en donnant les références utiles à sa vérifiabilité et en les liant à la section « Notes et références ».
Emeraldas (クイーン・エメラルダス, Kuīn Emerarudasu, Queen Emeraldas en japonais) est un personnage de fiction créé par Leiji Matsumoto dans le manga Capitaine Albator en 1978.

## Biographie fictive
Emeraldas, numéro de matricule X00001, est la fille d'Andromeda Promethium et la sœur de Maetel. Elle naît sur Râmetal. Lorsqu'elle est encore jeune fille, sa planète est déviée de sa trajectoire par un évènement cosmique. Un hiver éternel couvre Râmetal et la famine commence à décimer la planète. La reine, sa mère, influencée par Hardgear, décide de faire de son peuple des androïdes à commencer par elle-même. Emeraldas et sa sœur s'opposent à leur mère et décident de quitter la Métal. 
Plus tard, les deux sœurs, qui voyagent à bord du Galaxy Express 999, rencontreront Toshiro, Albator et leurs pères le docteur Oyama et Great Harlock. Elles leur prêtent main-forte pour combattre Wotan, le roi du Walhalla. C'est au cours de cette aventure qu'elle découvre le Queen Emeraldas, un vaisseau vieux de 1 000 ans, qui la choisit comme capitaine.
Adulte, elle devient capitaine du Queen Emeraldas réparé par Tochirô dont elle tombe amoureuse. Ensemble, ils auront un enfant.

## Description

### Physique
Grande et longiligne, avec de longs cheveux blonds, tirant parfois vers le roux, son visage est marqué par une cicatrice tout comme son compagnon d'arme Albator. Son emblème est le Jolly Roger sur fond rouge.

### Personnalité
Alter ego d'Albator, elle lui ressemble beaucoup sur de nombreux points. Elle est bercée d'idéaux, ce qui la poussera à suivre son amant Toshiro dans l'oubli.

### Famille
Emeraldas est la sœur aînée de Maetel, héroïne de Galaxy Express 999, et la fille de la reine Promethium. Elle a une fille avec Tochirô. Elle se prénomme Stellie.

## Création du personnage
Personnage secondaire de nombreuses œuvres, Emeraldas est une évolution du personnage de Shinunora dans Gun Frontier. Elle acquiert sa forme définitive dans le manga Queen Emeraldas en 1975. Elle est l'héroïne de la série d'OAV Queen Emeraldas.

### À propos du nom
Elle porte le nom d'Esmeralda dans la version française de la série Albator, le corsaire de l'espace. Une « fantaisie » de traduction lui donnera le nom d'Emeraldia dans un épisode d'Albator 84.

## Œuvres où le personnage apparaît

### Manga
- Capitaine Albator (Leiji Matsumoto, 1977, 5 volumes)
- Galaxy Express 999 (銀河鉄道999 — Ginga Tetsudō Three Nine, Leiji Matsumoto, 1977-1981, 1996-2008, 21 volumes)
- Queen Emeraldas (Leiji Matsumoto, 1978, 4 volumes)
- L'Anneau des Nibelungen (Harlock Saga, Leiji Matsumoto, 2002-2008, 8 volumes)

### Télévision
- Albator, le corsaire de l'espace (宇宙海賊キャプテンハーロック - Uchū Kaizoku Kyaputen Hārokku, Rintaro, 1978-1979, 42 épisodes) avec Rihoko Yoshida
- Galaxy Express 999 (銀河鉄道999 — Ginga Tetsudō Three Nine, Nobutaka Nishizawa, 1978-1981, 113 épisodes) avec Reiko Tajima
- Albator 84 (わが青春のアルカディア Waga seishun no Arcadia - Mugen kidô SSX, Tomoharu Katsumata, 1982-1983, 22 épisodes) avec Reiko Tajima (VF : Catherine Lafond)
- La Jeunesse d'Albator - Cosmowarrior Zero (Cosmowarrior Zero, Kazuyoshi Yokota, 2001, 13 épisodes) avec Kikuko Inoue (VF : Susan Sindberg)
- Space Symphony Maetel (宇宙交響詩メーテル ～銀河鉄道999外伝～ - Uchuu Koukyoushi Maetel : Ginga Tetsudou 999 Gaiden, Shinichi Masaki, 2004) avec Kikuko Inoue

### Cinéma
- Galaxy Express 999 (銀河鉄道999 — Ginga Tetsudō Three Nine, Rintaro, 1979) avec Reiko Tajima
- Adieu Galaxy Express 999 (さよなら銀河鉄道999　アンドロメダ終着駅 — Sayonara Ginga Tetsudô Three Nine - Andoromeda Shûchakueki, Rintaro, 1981) avec Reiko Tajima
- Albator : L'Atlantis de ma jeunesse (Waga seishun no Arcadia, Tomoharu Katsumata, 1982) avec Reiko Tajima (VF : Nicole Favart)

### Vidéo
- Queen Emeraldas (クィーン・エメラルダス, Yuji Asada, 1998-1999, 2 épisodes) avec Reiko Tajima (VF : Susan Sindberg) : Emeraldas
- Harlock Saga (Harlock Saga : Nibelung no yubiwa - Rhein no ôgon, Yoshio Takeuchi, 1999, 6 épisodes) avec Masako Katsuki (VF : Susan Sindberg)
- Maetel Legend (メーテルレジェンド - Maetel Legend, Kazuyoshi Yokota, 2000) avec Atsuko Enomoto

### Documentation
- Christophe Quillien, « Femmes de tête : Emeraldas », dans Elles, grandes aventurières et femmes fatales de la bande dessinée, Huginn & Muninn, octobre 2014 (ISBN 9782364801851), p. 22-23.